# 最终幻想V角色列表
最終幻想V角色列表列出了史克威爾開發電子角色扮演遊戲《最終幻想V》的登場角色。

## 主要人物

### 光之戰士
巴茲·克勞薩（Bartz Klauser）
声：保志总一朗（Final Fantasy 紛爭系列）
年齡：20歲、身高：176cm、體重：58kg
本作主人公。名字可自行更改。為光之戰士之一。性格開朗、正義感強的少年，里克斯村出身，特徵是留著褐色短髮，其衣裝會隨職業變更而改變。聽從父親的遺言，乘著一隻陸行鳥波可到處旅行。和父親一樣以劍作為戰鬥武器，基本戰鬥力高但在徒手的狀態下魔力較弱。在一次隕石下落的現場與公主蕾娜相遇，從而捲入了與四元素水晶緊密聯繫的冒險之旅。其「模仿師」能力在後作《最終幻想：紛爭》、《最終幻想：紛爭012》中亦作為巴茲獨特的戰鬥風格，其作中對他的異名為「旅人」。
在日本和北美版中名字則有「Butz」和「Bartz」兩種記載。
巴茲在《最終幻想 紛爭》中作為《最終幻想V》的英雄代表登場，日語聲優為保志總一朗，英語版為賈森·皮沙克。此外他也還在《最終幻想 節奏劇場》中出現。
蕾娜·夏洛特·泰空（Lenna Charlotte Tycoon）
声：川澄绫子（DISSIDIA FINAL FANTASY OPERA OMNIA ）
年齡：19歲、身高：161cm、體重：45kg
本作的女主角，光之戰士之一
泰空城的第二公主，出城追尋父親途中與巴茲相遇。個性温柔而善良
為了治療飛龍，不惜踏入飛龍草的棲息地北山，還曾兩度吃飛龍草
過去為了幫助重病的母后，曾打算割下飛龍的舌頭，後來因奶媽的勸阻而做罷
這件事之後蕾娜便將飛龍以朋友對待
魔力素質最高。但體力和力量偏弱
法利斯·夏爾威茲／莎莉薩·希威爾·泰空（Faris Scherwiz/Sarisa Scherwil Tycoon）
声：田中理惠（Final Fantasy世界）
年齡：20歲、身高：172cm、體重：53kg
海盜們的首領，泰空城出身。光之戰士之一
平常都女扮男裝，喬裝成男人的理由為「在海盜中女人會被看不起」。
實際上是泰空城的第一公主，也就是蕾娜的姐姐
小時候和父親(泰空王)航海不小心落水，被海盜所救並養育成人；法利斯之名的由來為被海盜救起問其名時含糊講成了法利法而命名。
各項能力相當平衡。
庫魯魯·瑪亞·巴爾德希温（Krile Mayer Baldesion）
声：田村由香里（DISSIDIA FINAL FANTASY OPERA OMNIA ）
年齡：14歲、身高：154cm、體重：40kg
葛拉夫的孫女，巴爾城出身。光之戰士之一
成員中最年幼的純真少女，可與陸行鳥和莫古利等動物對話。
葛拉夫過世之後，繼承他的遺志和能力並成為光之戰士的一員
速度與魔力素質十分高，力量與HP素質較低。

### 曉之四戰士
多爾剛·克勞薩（Dorgann Klauser）
年齡：51歲、身高：170cm、體重：59kg
巴茲的父親，本傳故事開始的三年前就已病故。曉之四戰士之一。
為了監視被封印的艾克斯迪斯，選擇留在第一世界
之後和巴茲的母親史黛拉結婚，並生下巴茲
妻子病逝之後，便和兒子巴茲四處旅行
葛拉夫·哈魯姆·巴爾德希温（Galuf Halm Baldesion）
声：中博史
年齡：60歲、身高：168cm、體重：64kg
巴魯城的國王，庫魯魯的爺爺，曉之四戰士之一
再乘坐隕石來到第一世界時，因受到衝擊而失去記憶
在冒險的期間逐漸回想起自己的過去，在前往第二世界前終於想起所有的事
在慕亞大森林與光之戰士們共同對抗艾克斯迪斯，甚至獨自一人去挑戰艾克斯迪斯
為了拯救被操控庫魯魯，不惜犧牲自己的性命
被巴茲吐槽其言行舉止完全想不到會是個國王。
澤扎·馬蒂亞斯·薩蓋特（Zezae Matias Surgate）
年齡：58歲、身高：177cm、體重：69kg
薩蓋特城的國王，曉之四戰士之一
因其個性冷靜而沉著，所以又有「冰之澤扎」的稱號，是潛水艇的擁有者。
自稱為「劍士澤扎」
將船團作為誘餌，和巴茲一行人以潛水艇潛入屏障之塔中
叫巴茲一行人去破壞天線，而自己到動力室切斷電力
但在塔要崩毀之際，天線也被破壞，自己卻受困於高壓電之中
知道自己終究要死亡，將希望託付給巴茲一行人後去世
凱爾珈·瓦倫德特（Kelger Vlondett）
声：金尾哲夫
年齡：63歲、身高：174cm、體重：52kg
狼人族族長，同時也是狼人村凱爾布的村長
雖然已是病痛之身，但卻意外得有精神
必殺技「ルパインアタック」是利用殘影形成分身進行攻擊，在被巴茲破解之前有著無敗的戰績。
之後犧牲自己的性命破除艾克斯迪斯城的幻象

## 主要敵方
艾克斯迪斯（Exdeath）
聲：石田太郎（紛爭、紛爭012）、楠见尚己（紛爭 街机版/NT版）
本作的最終Boss和黑幕。神秘的黑暗魔導師。
實際上是500年前慕亞大森林中的大樹所產生的邪惡意念，有著不死的身軀和強大的再生力
30年前和曉之四戰士的戰鬥敗北，曉之四戰士因忌憚其不死之身而利用水晶將它封印在第一世界
但在30年後為了解除封印，附身於泰空王、加魯拉、卡納克女王，並成功讓第一世界的四個水晶全部破碎
為了獲得1000年前暗黑魔導師恩諾歐曾經使用過的無之力（無の力）而進行計畫，企圖利用無之力支配世界
但卻被無之力反噬，重生為新生艾克斯迪斯(ネオエクスデス)，想要抹消所有的記憶、存在、次元，再將自身的存在永遠消去
笑聲是嘩嘩嘩(ファファファ)
特徵是全身被盔甲包覆，持有一把類似魔杖的刀，有著相當強大的魔力和戰鬥力。
新生的艾克斯迪斯在經過和怪物的融合外貌產生變化，能施展讓對手全員受大損傷的「天文學大成」(アルマゲスト)，
以及施加各種異常狀態的「大十字」(グランドクロス)。
名字「Exdeath」中還有「超越死亡」之意。本角色在其他後作中亦有登場，如《最終幻想：紛爭》、《最終幻想：紛爭012》、《最終幻想戰略版》、《最終幻想XII》。
吉爾迦美修（Gilgamesh）
聲：中井和哉（紛爭012、零式、樂園的異鄉人）
艾克斯迪斯的手下，自稱「艾克斯迪斯親衛隊長」
雖然身為反派但意外地很有人情味，雖然時常犯錯，但卻不是絕對的壞人
因為自己屢戰屢敗，再加上找來的聖劍（エクスカリパー ）是假的，讓艾克斯迪斯失望透頂，把沒有用處的他流放到次元夾縫中
主角一行人首次來到次元夾縫時，他已經毫無戰意，只想趕快離開這裡
最後在光之戰士與懼死者的戰鬥中，對巴茲、蕾娜、法利斯、庫魯魯說完話後，便用自爆了結性命
在戰鬥中漸漸視巴茲為自己的對手，一直想找個機會好好切磋一下
在遊戲裡和他有6次的戰鬥，每次戰鬥都會變得更加強大
本角色在其他後作中亦有登場，如《最終幻想：紛爭012》、《最終幻想VIII》、《最終幻想IX》、《最終幻想XI》、《最終幻想XII》、《最终幻想VI》、《最終幻想XII：歸來之翼》、《チョコボと魔法の絵本》、《最終幻想XIII-2》、《最终幻想：節奏劇場》。

## 其他人物
亞歴山大·海威德·泰空（Alexander Highwind Tycoon）
泰空城的國王，蕾娜與法利斯（莎莉薩）的父親。
因為感覺到風的異變，所以決定去風之神殿確認水晶的情況
來到風之神殿後，卻看到風之水晶破碎的瞬間(FF5開頭劇情)
在巴茲等人來到風之神殿時，拜託4人保護好其他的水晶，之後便消失眾人眼前
後來在廢墟之鎮戈恩（滅びの町ゴーン）再度出現，在洛卡遺跡（ロンカ遺跡）得知被某種東西所操控著
之後被趕來的庫魯魯用閃電擊飛並回復意識，但土之水晶卻因艾克斯迪斯的魔力而暴走
為了使土之水晶恢復正義之心，甘願犧牲自己，死前將自己的2個女兒託付給巴茲
希德·普瑞維亞（Cid Previa）
促進卡納克發展的發明家與科學家，FF系列的代表性角色。
研究了泰空、沃爾斯、卡納克的水晶，開發出可以增幅水晶力量的機械
但之後十分後悔，因為過度得增幅水晶力量只會使水晶破碎而已
要停止機器運作的時候，卻被抓到並關進牢中
卡納克城爆炸之後，認為火之水晶會破碎都是自己的錯而一蹶不振
在孫子米德和巴茲等人的鼓勵下，回復了原有的精神
之後一直和米德提供飛空艇和火力船的修理和改造
米德·普瑞維亞（Mid Previa）
希德的孫子，愛讀書的小孩子
在爺爺席德撫養下長大，十分尊敬身為發明家的爺爺
和希德一樣熱心於研究，集中精神看書的時候，連身後有一場戰鬥都不自知
賢者吉多（Ghido）
高齡700歳的烏龜賢者。有著不輸給艾克斯迪斯的魔力和戰鬥力
有預言的能力，第一世界的水晶會破碎就是牠預言的
唯一一個知道艾克斯迪斯秘密的人，500年間都在持續的封印艾克斯迪斯
但30年前封印卻被解除了，很快又被曉之4戰士通過四個水晶封印在第一世界
之後將進入慕亞大森林的物品長老的樹（長老の枝）枝給了巴茲一行人
第三世界被艾克斯迪斯用無之力連其古代圖書館吞噬，結局並未登場
波可（Boco）
公陸行鳥，巴茲旅行時的夥伴兼好友
在海盜巢穴與巴茲分別時受了傷，之後便在巢穴裡靜養
第三世界有了個妻子可可，並和巴茲一行人再度旅行
可可（Coco）
母陸行鳥。波可的妻子
已經懷孕並在結局生了3隻小陸行鳥
希爾多拉（Syldra）
全長超過30公尺的海龍，法利斯的親友。
過去曾是危害海域的暴徒，和法利斯相遇後建立堅固的友誼
風停止吹動之後，海盜們透過牠拖動船只進行航海
巴茲一行在托納運河遭遇卡拉波斯（カーラボス）時，挺身而出與卡拉波斯一同消失在漩渦之中
在沃爾斯塔沉沒的瞬間，用嘴巴將巴茲等人吸入並藏進身體內
最後用瀕死的身體將巴茲等人救上岸後，因為受傷過重而葬身於大海
泰空城的飛龍（Wind Drakes of Tycoon）
泰空城的飛龍是第一世界上僅存的1隻，因為受傷而留在北山
在蕾娜以身試毒之下，恢復了健康
第三世界為了拯救被魔物操縱的蕾娜，捨身突擊並把體內的魔物（美瑠姬奴）逼出來
在鳳凰之塔的牠，已經身負重傷，為了幫助蕾娜，從塔頂跳下後死亡
死後靈魂化為幻獸【鳳凰】（フェニックス）繼續守護著蕾娜
巴魯城的飛龍（Wind Drakes of Bal）
第二世界唯一的飛龍，曾經因為飛龍草魔物化而瀕臨
黑陸行鳥
會飛的陸行鳥，個性極度膽小。
棲息在森林中，差點就將水晶碎片吞到肚子裡
莫古利（Moogle）
Final Fantsy系列的吉祥物，叫聲是「庫啵」（～クボ）
居住在第二世界的莫古利村，十分怕生，幾乎不會在人類面前露面
第三世界時村子被無之力所吞噬而下落不明
茲斯
從隕石出來的人狼
為了守護火水之水晶而來到巴茲們的世界，身分可從凱爾布村的哥哥得知。
史黛拉（Stellar）
巴茲的母親，在巴茲3歲的時候就過世了。
被葬在了故鄉里克斯村
潔妮卡（Jenica）
在泰空城工作的女性，可從她身上得知關於莎莉薩的往事。
曾經負責莎莉薩(法利斯)教育的工作
佐克（Zok）
居住在圖爾村，握有著通過托納運河的鑰匙。
蛋頭人（Eggman）
半熟英雄系列的客串角色。
模仿師 高高（Mimic Gogo）
在第3世界海底的強敵，有著極高攻擊力。勝利後可得到職業「模仿師」
擅長模仿他人，但如果被模仿者不動就無法模仿